# Noche de vino tinto
Noche de vino tinto (1966) és una pel·lícula del director hispano-portuguès José Maria Nunes. L'estil rupturista de la cinta és coherent amb la forma de treballar de Nunes, que va formar part del moviment conegut com l'Escola de Barcelona. Noche de vino tinto forma part de la llista dels bàsics de cinema català.

## Argument
La trama gira entorn d'un noi  i una noia que es troben casualment una nit en una taverna del Barri Xino de Barcelona. Ambdós marcats per diferents desenganys amorosos decideixen recórrer els carrers de la ciutat a la recerca de tasques i bars per tastar els seus vins negres. Mentre deambulen per la Ciutat Comtal els protagonistes intercanvien tot de diàlegs inconnexos.

## Comentaris

### Censura
Nunes va escriure el guió en sis dies després que la censura del règim franquista no aprovés un guió previ que portava per títol Nochera. Noche de vino tinto sí que va passar els tràmits pertinents i, a més, va ser qualificat amb la titulació d'interès especial cinematogràfic. Aquest caràcter dotava al projecte de facilitats econòmiques i li obria les portes per a un millor finançament, que va obtenir gràcies a la productora Filmscontacto de Jacint Esteva.

### Casting
Núria Espert anava a protagonitzar tant Nochera com Noche de vino tinto. Tanmateix, entre la denegació del primer film i l'aprovació del segon l'actriu catalana va signar nous compromisos laborals. Finalment, va ser la italiana Serena Vergano qui va donar vida al paper. El protagonista masculí va ser interpretat per Enrique Irazoqui.

### Vida comercial
La pel·lícula es va estrenar al cinema Publi Cinema en el marc de les Sessions d'Art i Assaig substituint la cinta Sueños d'Ingmar Bergman. Va ser tan notòria la seva acollida per part del públic que va restar en cartell durant trenta-set sessions. El director de la pel·lícula va arribar a fer col·loquis durant els passis nocturns a les diferents sales de Barcelona. A Madrid la pel·lícula no va tenir gaire repercussió. Posteriorment a la seva estrena la pel·lícula s'ha projectat en diverses retrospectives, cicles o sessions a diferents filmoteques, cineclubs i centres culturals.

### Festivals i nominacions
La pel·lícula va ser presentada el 14 de febrer de l'any 1967 a la IV edició de la Setmana del Nou Cinema Espanyol de Molins de Rei celebrada a la localitat llobregatenca. Noche de vino tinto va ser admesa per optar als Premis Sindicals Cinematogràfics de l'any 1966.